# Völkermorde in Burundi
Völkermorde in Burundi – teilweise wird von genozidartigem Charakter gesprochen – vollzogen sich dreimal seit der Erlangung der Unabhängigkeit Burundis im Jahr 1962, in allen Fällen als Folge gewaltsamer Auseinandersetzungen zwischen den Bevölkerungsgruppen der Hutu und der Tutsi. Sie waren Teil eines Konfliktes zwischen der herrschenden Tutsi-Minderheit (1962: 16 %) und der Hutu-Mehrheit (1962: 83 %). Angesichts der Konflikte im benachbarten Ruanda beschlossen die Tutsi, zur Sicherung ihrer Macht nur ihresgleichen in Militär, Wirtschaft und Politik zu lassen. Vor 1988 waren alle 31 Mitglieder des obersten Militärrates Tutsi, ebenso 14 von 19 Ministern und 12 von 15 Provinzgouverneuren. 95 % aller Beamten der Einheitspartei waren Tutsi und 90 % aller Lehrer gehörten dieser Volksgruppe an. Die Armee Burundis bestand zu 99,7 % aus Tutsi. Ziel dieser Politik war die Sicherung der Tutsi-Herrschaft. Die Hutu reagierten mit gewaltsamen Versuchen, die Macht der Tutsi zu beenden (1965, 1972–1973, 1988), diese reagierten mit teilweise genozidartigen Vergeltungsmaßnahmen (1965 5.000, 1972–1973 150.000 bis 250.000, 1988 24.000 bis 50.000, 1993 rund 200.000 Tote). Zahlreiche Hutu flohen außerdem in das von Hutu beherrschte Ruanda sowie andere Nachbarländer.

## Beginn des Konfliktes
Die Herrschaft der Tutsi begann mit den Wahlen am 10. Mai 1965. In diesen erlangten zwar die Hutu mit 70 % die Parlamentsmehrheit, jedoch ernannte König Mwambutsa IV. einen Tutsi, Léopold Biha, zum Premierminister und erklärte am 14. September 1965 die Errichtung einer Absoluten Monarchie. Am 11. Oktober 1965 folgte dann ein Putsch der Tutsi, der die Errichtung einer Republik als Ziel hatte. Als Reaktion darauf putschten am 18./19. Oktober 1965 Hutu-Offiziere aus Furcht vor einem neuen Putschversuch der Tutsi. Durch die Leibgarde des Königs und die Truppen des Hauptmanns Michel Micombero wurde dieser Putsch niedergeschlagen, die Hutu-Elite wurde daraufhin fast vollständig getötet.

## Völkermorde 1972, 1988 und 1993
Am 29. April 1972 unternahmen rund 10.000 Hutu einen Putschversuch. Der Konflikt wurde, auch durch die Mithilfe Zaires, schnell niedergeschlagen. Schon am 6. Mai wurden die letzten Rädelsführer hingerichtet. Darauf begann die Armee einen gezielten Vernichtungskrieg. Dem Genozid fielen 80.000 bis 100.000 Hutu zum Opfer, weitere 150.000 flohen in die Nachbarländer. 
Einem weiteren Massaker im Jahr 1988 gingen zwei Machtwechsel voraus. 1976 kam Jean-Baptiste Bagaza an die Macht, der ein gewisses Gleichgewicht zwischen Tutsi und Hutu herzustellen versuchte. Jedoch begann er keine Demokratisierung, die die Herrschaft der Tutsi beenden würde. 1987 wurde er von Major Pierre Buyoya entmachtet. Dieser leitete eine Entspannungspolitik ein, ließ politische Gefangene frei und verbesserte die angespannten Beziehungen mit der katholischen Kirche. Jedoch wurde seine Entspannungspolitik von der Tutsi-Administration nur schwer aufgenommen. Am 11. August 1988 tötete ein ehemaliger Tutsi-Soldat zwei Hutu. Die Hutu reagierten schnell mit Vergeltungsmaßnahmen. 2000 bis 3000 Tutsi starben in den folgenden Tagen. Die Regierungsarmee reagierte ähnlich aggressiv, tötete offiziell nur 5000, inoffiziell wahrscheinlich 24.000 bis 50.000 Hutu, 63.000 Hutu flohen nach Ruanda, 100.000 wurden obdachlos. Die Regierung bemühte sich schnell um Abkühlung der Situation; bis Jahresende waren die meisten Flüchtlinge zurückgekehrt. Bereits im August 1988 setzte Pierre Buyoya eine Untersuchungskommission ein, die zu gleichen Teilen aus Hutu und Tutsi bestand. Die am 19. Oktober gewählte Regierung hatte zwölf Hutu- und elf Tutsiminister.
Im Jahr 1993 wurden in Folge der Ermordung des Hutu-Präsidenten Melchior Ndadaye zahlreiche Massaker an der Tutsi-Zivilbevölkerung durch Hutu durchgeführt. Täter waren hierbei sowohl Zivilisten als auch Milizen. Die Ereignisse des Jahres 1993 erfüllen laut der International Commission of Inquiry for Burundi des United States Institute of Peace die Kriterien eines Genozids; die Untersuchung früherer möglicher Genozide wird in dem Bericht empfohlen.